# Enrico da Fucecchio
Enrico da Fucecchio (... – 1297 circa) è stato un vescovo cattolico italiano.

## Biografia
Fu nominato nel 1273 Vescovo della Diocesi di Luni da Papa Gregorio X senza intervento o ratifica dei Canonici della cattedrale, a cui anzi era stata fatta inhibitionem super non eligendo sibi pastore absque licentia Sedis Apostolice speciali; accompagnava Enrico una lettera in cui il Papa auspicava in spiritualibus et temporalibus incrementum della Diocesi, secondo la linea tenuta dal Vescovo Guglielmo e in questo la Santa Sede non fu delusa.
Fece il suo ingresso il 25 aprile 1273 celebrando secondo la tradizione nell'antica Cattedrale di Luni: l'anno seguente recuperò terza parte del Castello di Regnano, territori presso Soliera Apuana e Bibola, fece restaurare castelli a Ponzanello e a Caprigliola costruendo inoltre multas domus et palatium magnum, così come a Castelnuovo Magra. 

Fece ricostruire il castello di San Maurizio, per godere del pedagio, ripatico et aliis perceptionibus, la Pieve di Monte Libero presso Massa, case a Vezzala presso Carrara recuperando introiti sul marmo, e strappò a Sarzana la dogana del sale, commentando con la Curia Romana: et habuimus multas brigas et guerras cum eis propter hoc.
Al pari di questi recuperò, mosse in avanti il riordinamento amministrativo e giuridico della Diocesi, in modo da poter rivendicare meglio i propri diritti, raccogliendo tutti i documenti utili facendoli trascrivere nel codice che iniziava con l'inventario redatto da Uberto Pelavicino Vicario Imperiale di Federico II. Nel Codice Pelavicino confluirono risultati di indagini e ricerche su censi, redditi, proventi, diritti di ogni attività economica e giuridica all'interno dei territori della Diocesi: grazie a questa solida base Enrico da Fucecchio ebbe gli strumenti per restaurare casse, diritti e prestigio vescovile.
A questa serie di successi fece seguire l'espulsione dei vicarios, judices et notarios et alios rectores lucchesi dalle varie magistrature locali in omnibus terris episcopatus, nelle quali si erano infiltrati grazie all'appoggio del Vescovo Guglielmo. 
Enrico nel 1297 recuperò il castello della Brina, nel 1282 quelli di Arcola e Barbazzano, consegnatisi alla Repubblica di Genova, e ricostruì quello di Bolano.
Nel 1285 ottenne da Rodolfo d'Austria Re dei Romani il diritto di battere moneta. Non riuscì però a recuperare i beni usurpati dai Fieschi che, in seguito alle ammonizioni dirette di Papa Giovanni XXI, preferirono vendere tutto a Genova per 25000 lire, lasciando il Vescovo Enrico a protestare con la ricca e potente Repubblica, che non si preoccupò neppure di rispondere.
Contro il suo attivismo ed i suoi successi si schierarono i Marchesi Malaspina che mossero guerra nel 1280 conquistando rapidamente Sarzana, Serravalle nei pressi di Ortonovo, i castelli di San Maurizio, della Brina, Bolano, Stradano, Regnano, Montebello, Pulica, i borghi di Ceparana e Santo Stefano. 

A questa improvvisa fiammata seguì rapidamente una pace stipulata ad Orvieto nel 1281 da Gherardo vescovo di Sabina, nominato arbitro nella contesa: furono scambiati i prigionieri, restituite le terre e si tornò alla status quo; ma i Malaspina mantennero l'ostilità verso l'episcopato lunense.
Dopo quasi un quarto di secolo di lotte, tramite un procuratore e per motivi ignoti, Enrico da Fucecchio fece rinuncia alla sede episcopale ai primi del 1297 e morì poco dopo. 

Con lui ebbe fine la fase gloriosa e vittoriosa della storia della Diocesi di Luni: mutati i tempi, al tramonto l'epoca feudale, i suoi diretti successori Antonio Nuvolone da Camilla, Gherardino Malaspina e Bernabò Malaspina, non sarebbero più riusciti a conservare nulla della grandezza e del potere che Enrico aveva restaurato.